# Julieta Cardinali
Pour les articles homonymes, voir Julieta et Cardinali.
Julieta Cardinali, née le 21 octobre 1977 à Buenos Aires, est une actrice argentine.

## Filmographie
- 2000 : Une nuit avec Sabrina Love d'Alejandro Agresti - Sofía
- 2002 : Valentín d'Alejandro Agresti - Leticia
- 2004 : Un Monde moins mauvais d'Alejandro Agresti - Sonia
- 2005 : Le Bouddha de Buenos Aires de Diego Rafecas - Sol
- 2005 : La suerte está echada de Sebastián Borensztein - Clara
- 2007 : Telepolis d'Esteban Sapir - l'infirmière
- 2013 : Carta a Eva d'Agustí Villaronga - Eva Perón

- 2014 : Necrofobia de Daniel de la Vega - Beatriz Samot